# Phare de La Isleta
Le phare de La Isleta est un phare situé sur la péninsule volcanique de La Isleta qui domine le port de Las Palmas, capitale de l'île de la Grande Canarie, dans les Îles Canaries (Espagne). Situé à la pointe nord-est de l'île, le phare marque l'approche du port et se trouve à mi-chemin entre le phare de Punta Sardina de Gáldar à l'est et le phare de Punta de Melenara de Telde au sud.
Il est géré par l'autorité portuaire de Las Palmas de Gran Canaria (Autoridad Portuaria de Las Palmas).

## Histoire
Le phare de La Isleta a été l'un des premiers phares construits dans le cadre du plan d'éclairage maritime original pour les Canaries et il est le plus ancien phare de la Grande Canarie. Conçu par l'ingénieur Juan de León y Castillo, il est devenu opérationnel en 1865 et se compose d'un bâtiment de deux étages peint blanc. La lumière est émise d'une salle au sommet d'une tour de maçonnerie, au-dessus du bâtiment.
La hauteur focale de ce phare est de 249 mètres au-dessus du niveau de la mer, le plus haut feu maritime d'Espagne. Il émet un éclair blanc toutes les 20 secondes et a une portée nominale de 21 milles marins (39 km).
Les optiques sont constituées d'un objectif et d'un système d'entraînement pour une lentille de Fresnel de 3e ordre de marque Barbier, Bénard et Turenne, avec une lampe de 400 watts. En plus d'agir comme une lumière maritime, le phare possède également une balise aérienne utilisée pour la navigation aérienne.
La Isleta fut le dernier phare de Grande Canarie à être automatisé en 1999 lorsque le dernier gardien Augustine Becerra prit sa retraite. En juillet 2015, une plaque a été dévoilée sur le phare par le président de l'Autorité portuaire de Las Palmas pour souligner le travail des gardiens qui ont entretenu le phare et le 150e anniversaire de fonctionnement de la lumière.
Situé dans une zone militaire de la péninsule, dans une zone non ouverte au public, le phare fonctionne désormais de manière semi-automatique, recevant uniquement des visites périodiques de techniciens de l'équipe maritime de l'Autorité portuaire de Las Palmas.
Identifiant : ARLHS : CAI-008 ; ES-12230 - Amirauté : D2798 - NGA : 113-23932 .
|                        |
| Le phare sur La Isleta |

|          |
| Le phare |

### Lien connexe
- Liste des phares des îles Canaries